# La Serra (Riner-masia)
La Serra és una masia situada al municipi de Riner, a la comarca catalana del Solsonès.